# Rompreis Villa Massimo
Der Rompreis Villa Massimo ist ein seit 1913 (mit langen Unterbrechungen in den Zeitspannen 1914–1929 und 1943–1957) vergebener staatlicher deutscher Preis zur Förderung von Kunst- und Kulturschaffenden aus den Bereichen Bildende Kunst, Architektur, Literatur und Musik (Komposition). Der Rompreis Villa Massimo wird vergeben in der Form eines Stipendiums an der Villa Massimo in Rom mit einer festen Laufzeit von 10 Monaten. Seit 2008 werden auch Kurzzeitstipendien mit einer Laufzeit von 7 Wochen vergeben.

## Vergabe und Auswahlverfahren
Der Rompreis Villa Massimo wird vergeben von dem Beauftragten der Bundesregierung für Kultur und Medien Wolfram Weimer an die bestehenden Fachjurys für die Bereiche Bildende Kunst, Architektur, Literatur und Musik (Komposition).
Aktuell werden die Mitglieder der Jurys für den Zeitraum von drei Jahren (Jurorentätigkeit: 2025–2027) durch das Bundesministerium für Kultur und Medien berufen. Mitglieder der vier Fachjurys sind heute:

Bildende Kunst: Christoph Grunenberg, Sarah Alberti, Esra Ersen, Çağla Ilk, Tulga Beyerle;

Architektur: Elena Schütz, Anh-Linh Ngo, Ayşin İpekçi;

Musik: Lucia Ronchetti, Arash Safaian, Marko Nikodijević;

Literatur: Anke Buettner, Kristof Magnusson, Hauke Hückstädt.
 
D.h. drei Fachjurys sind mit jeweils drei Jurorinnen und Juroren besetzt; für die Fachjury zur Bildenden Kunst sind fünf Jurorinnen und Juroren berufen worden.
Das Auswahlverfahren für die zwölf Stipendiaten (heute: 9 Stipendiatinnen und Stipendiaten) sah bei der Stiftung des Preises die Beteiligung des Preußischen Kulturministeriums, der Preußischen Akademie der Künste und des Stifters Eduard Arnholds vor. Zum ersten Stipendiatenjahrgang 1913/14 zählte neben zahlreichen Bildhauern und Malern mit Xaver Henselmann auch bereits ein erster Architekt. In der frühen Zeit der Stipendienvergabe entschieden die Mitglieder des Senats der Preußischen Akademie der Künste über die Empfehlung an das Preußische Kulturministerium, das damals die eigentliche Entscheidung für den Erhalt des Stipendiums traf.

## Zum Hintergrund des Rompreises Villa Massimo
siehe auch: Deutsche Akademie Rom Villa Massimo – Geschichte
Die staatlich finanzierten Aufenthalte in der italienischen Hauptstadt von Künstlern und Künstlerinnen in einer eigens eingerichteten Institution, der Deutschen Akademie Rom Villa Massimo, sind im Zuge der Antikenvorbildlichkeit und der Bedeutung der idealistischen Kunsttheorie in der offiziellen Künstlerausbildung an den staatlichen Kunstakademien seit der Zeit des Klassizismus zu verstehen und stehen in der Tradition des ersten Rompreises aus dem Jahr 1666 der französischen Kunstakademie. Um und seit 1800 gehörten europaweit die Italienreisen zum Ideal des bürgerlichen Bildungswesens.
Ursprünglich gestiftet wurde der Rompreis der Villa Massimo von Eduard Arnhold seit 1913. Der Rompreis Villa Massimo reiht sich damit ein in die Reihe von älteren vorangehenden deutschen Rompreisen mit einer weitaus älteren Tradition, etwa dem seit 1828 vergebenen deutschen Rompreis der Preußischen Akademie der Künste. Auch die von Goethe und Meyer 1799 bis 1805 ausgeschriebenen Weimarer Preisaufgaben standen in gewissem Sinne in dieser Tradition, mit dem Preisgeld war jedoch kein Romaufenthalt verbunden. Im Jahr 1913, nach dem Abschluss der drei Jahre dauernden Bauarbeiten an der Villa Massimo in Rom (Beginn der Bauarbeiten: 1910), konnten die ersten Träger dieses neuen Rompreises in den Unterkünften und Ateliers der Villa Massimo aufgenommen werden.
Mit dem Rompreis sollte ursprünglich vor allem jungen deutschen Künstlern (bis etwa 32 Jahre alt) ein kostenfreier, damals neunmonatiger Aufenthalt in der römischen Hauptstadt ermöglicht werden. Ältere Künstler konnten sich auch bewerben, hatten jedoch die Kosten von damals 250 Reichsmark als „Studiengäste“ selbst zu tragen.
In den Zeitspannen 1914 bis 1929 sowie 1943 bis 1957 konnte kein Rompreis Villa Massimo ausgeschrieben werden:

Die mit dem Akademiejahr 1913/1914 ihren Betrieb aufnehmende Institution musste mit dem Ausbruch des Ersten Weltkriegs (im Jahr 1914) ihre Tätigkeit seit dem Jahr 1915 vorübergehend einstellen und konnte erst ab dem Jahr 1929 zur früheren betriebsamen Tätigkeit zurückkehren. Kriegsbedingt konnte ein zweites Mal in den Akademiejahren seit 1943/1944, unter den Umständen einer geschlossenen Institution, und lange nach dem Zweiten Weltkrieg kein Rompreis ausgeschrieben werden. Im Jahr 1957 konnte der Akademiebetrieb mit Stipendien an Rompreisträger wieder aufgenommen werden, in diesem Jahr konnte die Institution als Deutsche Akademie Rom der Bundesrepublik Deutschland wiedereröffnet worden.
Heute gehören zu den von der Deutschen Akademie Rom Villa Massimo vergebenen Stipendien auch Aufenthalte in der Casa Baldi in Olevano Romano mit einer Laufzeit von drei Monaten. Durch die Kurzzeitstipendien in der Villa Massimo seit 2008 und die Casa Baldi Stipendien hat die Deutsche Akademie Rom Villa Massimo ihr Portfolio an zu vergebenden Stipendien für Künstlerinnen und Künstler erweitert.

## Stipendiaten und Studiengäste
siehe: Liste der Stipendiaten der Deutschen Akademie Rom Villa Massimo